# Пик Калицкого
Пик Калицкого (Эльбрусский район, Северный Кавказ; англ. Kalitsky Peak) — одинокая скалистая гора пирамидальной формы (лакколит), расположена в восточном Приэльбрусье, высотой 3581 метров над уровнем моря.

## Описание
Пик Калицкого находится у северо-восточного подножья горы Эльбрус, у истоков реки Малки. Рядом с озером Бирджалы (Джикаульгенкёз), между ледниками Бирджаллычиран и Чунгурчатчиран.
На топографических картах видно, что подножие пика находится на высоте около 3350 метров, а его вершина поднимается над окружающим его ледником и сыпями на относительую высоту до 230 метров.
Гора расположена на территории Национального парка «Приэльбрусье».

## Геология
Пик представляет собой интрузивный или подлёдный лакколит, сложеный светлыми гранитами и диабазами.

## История
Пик был назван в честь русского и советского геолога Казимира Петровича Калицкого (1873—1941).
В 1910 году К. П. Калицкий работал в Приэльбрусье (у истоков реки Малки) в составе экспедиции Геологического комитета России по геологической съёмке этого района Кавказа. Работами геологов руководил А. П. Герасимов.
К. П. Калицкий запомнился в этой экспедиции тем, что предпринял попытку однодневного похода к вершине Эльбруса по леднику, не имея опыта высокогорных восхождений. В результате быстрого восхождения у него началась «горная болезнь» и ему пришлось вернуться не дойдя немного до вершины. Упорство и отвага учёного впечатлили и надолго запомнились участникам экспедиции.